# 神代巻口訣
『神代巻口訣』（じんだいかんくけつ / じんだいのまきくけつ）は、『日本書紀』神代紀の注釈書。忌部正通著、全5巻。単に『神代口訣』とも称される。正通による『日本書紀』の注釈書『日本書紀口訣』全12巻の中から神代紀の注釈を抜き出したもので、神代紀の上巻を6節、下巻を3節に、内容によって9節に分けているところに特色がある。成立は、正平22年（貞治6年（1367年））とされているが、近世の偽作という説もある。
漢籍や仏典を用い、特に宋学の性即理説の影響が著しく、「明理」を尊ぶことによる日本の永遠性を述べ、天御中主神、高皇産霊尊、神皇産霊尊の造化三神は国常立尊1神に帰一すると説く点に特色がある。

## 刊本
- 『日本書紀註釈（中）』（神道大系古典註釈編3）、神道大系編纂会、昭和60年（1985年）